# Komuna e Lopësit
Komuna e Lopësit är en kommun i Albanien.   Den ligger i prefekturen Qarku i Gjirokastrës, i den södra delen av landet, 110 km söder om huvudstaden Tirana.
Trakten runt Komuna e Lopësit består till största delen av jordbruksmark.  Runt Komuna e Lopësit är det ganska glesbefolkat, med 30 invånare per kvadratkilometer.